# Trinycteris nicefori
Trinycteris nicefori är en fladdermusart som beskrevs av Sanborn 1949. Trinycteris nicefori är ensam i släktet Trinycteris som ingår i familjen bladnäsor. Inga underarter finns listade i Catalogue of Life.
Denna fladdermus förekommer i Central- och Sydamerika från södra Mexiko till norra Bolivia och norra Brasilien. Arten når i bergstrakter 1000 meter över havet. Habitatet utgörs av städsegröna och lövfällande skogar. Individerna är främst aktiva vid skymningen och gryningen.
Individerna blir 51 till 58 mm långa (huvud och bål) och har en 8 till 15 mm lång svans. De väger 7 till 11 g.